# Колыбельское сельское поселение
Колыбельское сельское поселение — муниципальное образование в Лискинском районе Воронежской области.
Административный центр — село Колыбелка.

## Население
| 2010  | 2012  | 2013  | 2014  | 2015  | 2016  | 2017  |
| ----- | ----- | ----- | ----- | ----- | ----- | ----- |
| 1314  | ↘1278 | ↘1245 | ↘1215 | ↘1208 | ↗1222 | ↘1206 |
| 2018  |       |       |       |       |       |       |
| ↗1229 |       |       |       |       |       |       |

## Населённые пункты
В состав поселения входят:
1. село Колыбелка
2. хутор Свобода